# Порт (Уелс)
Вижте пояснителната страница за други значения на Порт.
Порт (на английски: Porth; на уелски: Y Porth, Ъ Порт) е град в Южен Уелс, графство Ронда Кънън Таф. Разположен е в долината Ронда около река Ронда Ваур на около 25 km на северозапад от централната част на столицата Кардиф. Има жп гара. Населението му е 5944 жители според данни от преброяването през 2001 г.